# Ullern

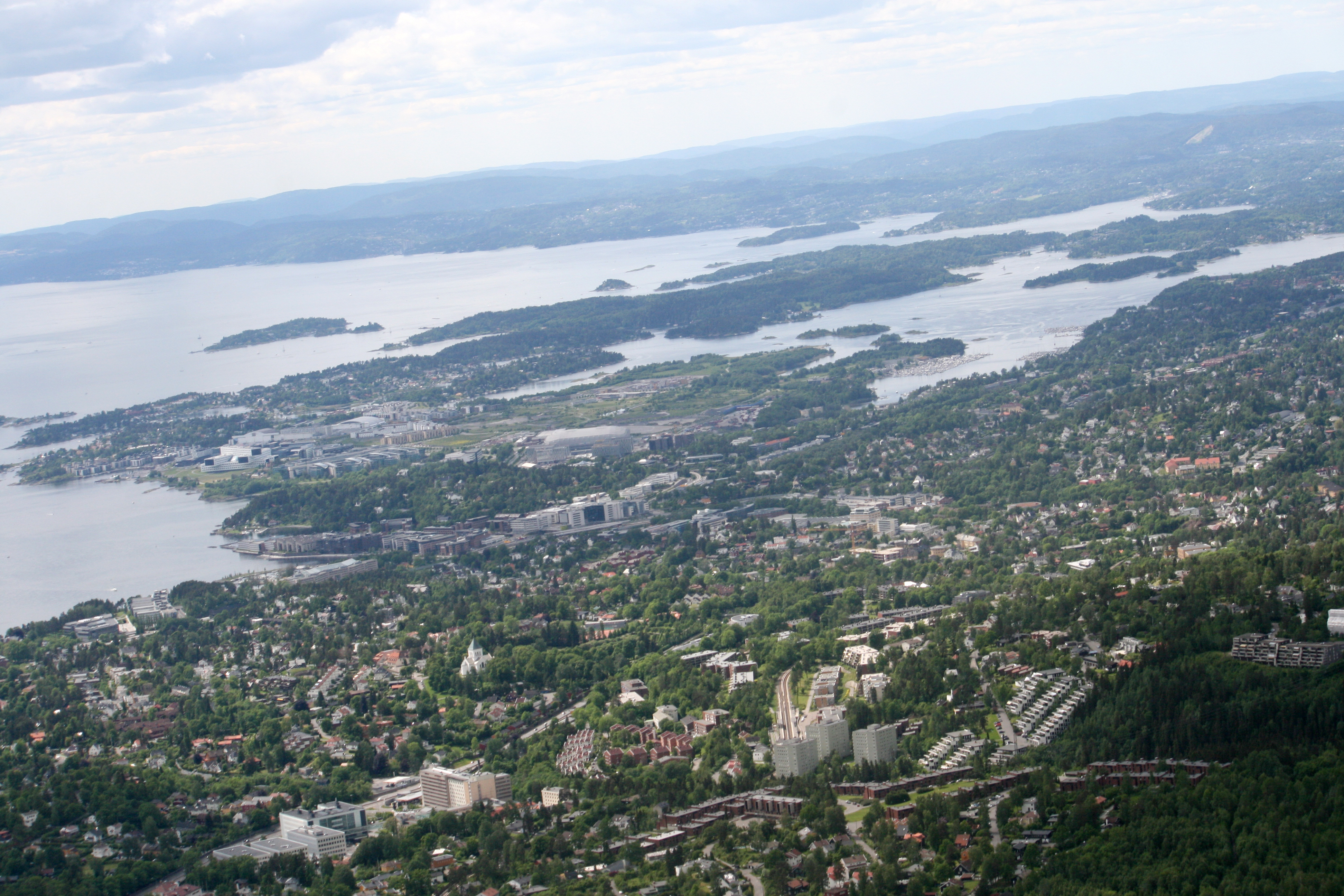
Ullern.

Ullern är en administrativ stadsdel (bydel) i västra delen av Oslo kommun i Norge med 34 569 invånare (2020) på en yta av 9,4 km². Här ligger bland annat villaområdet Abbediengen. Ursprungligen syftar namnet på en medeltida gård som lämnades efter digerdöden på 1350-talet. Gården var knuten till klostret på Hovedøya. Idag genomskärs Abbediengen av tåglinjen Oslo-Bærum.
Ett område med många arbetsplatser i Ullern är Skøyen, vid Skøyens station. Vid stationen passerar 800 tåg per dygn och den är Norges näst mest trafikerade järnvägsstation (efter Oslo S).